# Mattias Hävelid
Mattias Filip Hävelid, född 1 januari 2004 i Täby, är en svensk professionell ishockeyspelare som tillhör San Jose Sharks i NHL. Hans moderklubb är Linköping HC som han gjorde seniordebut i SHL med säsongen 2021/22. Efter att ha fått begränsat med speltid säsongen 2024/25 lånades han i januari 2025 ut till Djurgårdens IF för återstoden av säsongen; han var med och spelade upp laget till SHL. Efter att ha blivit vald i NHL-draften 2022 i den andra rundan, som 45:e spelare totalt av San Jose Sharks, skrev han ett treårsavtal med klubben i maj 2025. 
I ungdoms- och juniorsammanhang så har Hävelid representerat Sverige vid två U18-VM, han vann guld 2022 och året innan tog han ett brons. 2024 tog han ett JVM-silver då JVM avgjordes på hemmaplan i Sverige. 2022 tog han också ett JSM-guld med Linköping HC J20.
Hävelid är son till den tidigare ishockeyspelaren Niclas Hävelid, samt tvillingbror med målvakten Hugo Hävelid.

## Karriär

### Klubblag
Hävelid påbörjade sin ishockeykarriär i moderklubben Linköping HC och spelade i klubbens ungdoms- och juniorsektioner. Säsongen 2020/21 spelade han för första gången för Linköpings J20-lag, där han registrerades för tolv spelade matcher (sex assist). Den följande säsongen kombinerade Hävelid spel i J20-laget med spel i SHL, där han gjorde debut den 12 oktober 2021 i en 3–2-förlust mot Örebro HK. Totalt spelade han 23 SHL-matcher under säsongens gång, dock utan att noteras för några poäng. Större delen av säsongen tillbringade han med Linköpings J20-lag, där han på 29 grundseriematcher noterades för 19 poäng (10 mål, 9 assist). I JSM-slutspelet slog Linköping ut Södertälje SK och AIK i åttondels- och kvartsfinal. I den efterföljande semifinalen utmärkte sig Hävelid genom att göra ett hat trick, då Örebro HK besegrades med 5–3. I finalen, där Hävelid stod för tre assistpoäng, tog Linköping guld då man besegrade Djurgårdens IF med 5–2. Totalt sett så stod han för tio poäng på åtta matcher i slutspelet och vann dess totala poängliga. Med fem gjorda mål vann han också backarnas skytteliga och utsågs till slutspelets mest värdefulla spelare.
Den 1 april 2022 bekräftades det att Linköping skrivit ett treårsavtal med Hävelid. Tre månader senare valdes han vid NHL-draften 2022 i den andra rundan, som 45:e spelare totalt, av San Jose Sharks. Hävelid missade hela inledningen av säsongen 2022/23 på grund av en ryggskada. Han gjorde comeback den 27 oktober 2022, men lämnade sedan den efterföljande matchen i förtid då han slagit upp sin tidigare skada. Därefter missade han ytterligare 14 matcher innan han var åter i spel. Den 7 januari 2023 gjorde han sitt första SHL-mål, på Linus Söderström, i en 7–4-seger mot Skellefteå AIK. Totalt spelade Hävelid 25 grundseriematcher där han noterades för fyra mål och två assistpoäng.
Säsongen 2023/24 spelade Hävelid 43 grundseriematcher för Linköping och noterades för totalt tolv poäng, varav två mål. Hävelid fick allt mindre speltid i slutet av grundserien och fick avsluta säsongen med Linköpings J20-lag, där han på fyra matcher stod för två mål och en assistpoäng. I inledningen av säsongen 2024/25 ådrog sig Hävelid en skada, vilken gjorde att han missade tolv matcher av grundserien. Han återvände till spel i november 2024 men fick därefter begränsat med speltid. Den 14 januari 2025 bekräftades det att han lånats ut till Djurgårdens IF i Hockeyallsvenskan för återstoden av säsongen. Dagen därpå gjorde han debut i ligan och för Djurgården i en match mot AIK. Han noterades för sina två första Hockeyallsvenska mål i grundseriens sista omgång den 7 mars 2025, på Jacob Crespin i en 2–6-seger mot Kalmar HC. I det följande slutspelet slog Djurgården ut Mora IK och Södertälje SK i kvarts- respektive semifinal. I finalserien besegrades AIK med 4–1 i matcher och Djurgården avancerade därmed till SHL; på 14 slutspelsmatcher stod Hävelid för ett mål och två assistpoäng.
Den 9 maj 2025 bekräftades det att Hävelid skrivit ett treårskontrakt med San Jose Sharks i NHL.

### Landslag
2021 blev Hävelid uttagen till Sveriges U18-landslag då U18-VM skulle avgöras i USA. Efter att ha slutat på andra plats i grupp A, slog Sverige ut värdnationen med 5–2 i kvartsfinal. Därefter föll man i semifinal mot Kanada med 8–1 (där man förlorade den sista perioden med 6–0). Sverige fick därmed spela bronsmatch, vilken man vann mot Finland med 8–0. På sju spelade matcher noterades Hävelid för fyra poäng (ett mål, fyra assist) och var, tillsammans med Simon Edvinsson, lagets poängmässigt bästa back.
2022 spelade Hävelid sitt andra U18-VM, som då avgjordes i Tyskland. Hävelid utsågs till en av de assisterande lagkaptenerna i det svenska laget. Sverige tog sig till kvartsfinalspel sedan man vunnit grupp B. I slutspelet slog man ut både hemmanationen Tyskland (7–1) och Finland (2–1) i vägen till finalen. Sverige vann guld sedan man besegrat USA med 6–4. Med tolv poäng på sex spelade matcher slutade Hävelid på andra plats, bakom Jonathan Lekkerimäki, i turneringens poängliga. Utöver detta var också den back som noterades för flest mål (4) och målgivande passningar (8).
Hävelid blev uttagen till sitt första JVM 2024 i Sverige. Sverige vann grupp A och i slutspelet slog man ut Schweiz i kvartsfinal med 3–2 efter förlängning. Sverige tog sig till finalspel sedan man också besegrat Tjeckien i semifinal (5–2). I finalen föll Sverige mot Kanada med 6–2 och Hävelid tilldelades därmed ett JVM-silver. På sju spelade matcher noterades han för ett mål och fem assistpoäng.

## Statistik

### Klubbkarriär
| 2021–22    | Linköping HC   | SHL        | 23  | 0 | 0  | 0  | 0  | —  | — | — | — | — |
| 2022–23    | Linköping HC   | SHL        | 25  | 4 | 2  | 6  | 2  | —  | — | — | — | — |
| 2023–24    | Linköping HC   | SHL        | 43  | 2 | 10 | 12 | 8  | —  | — | — | — | — |
| 2024–25    | Linköping HC   | SHL        | 19  | 0 | 1  | 1  | 4  | —  | — | — | — | — |
| 2024–25    | Djurgårdens IF | HA         | 18  | 2 | 12 | 14 | 4  | 14 | 1 | 2 | 3 | 0 |
| SHL totalt | SHL totalt     | SHL totalt | 110 | 6 | 13 | 19 | 14 | —  | — | — | — | — |

### Internationellt
| År            | Lag           | Turnering     | Matcher | Mål | Assists | Poäng | Utv. |
| ------------- | ------------- | ------------- | ------- | --- | ------- | ----- | ---- |
| 2021          | Sverige U18   | U18-VM        | 7       | 1   | 3       | 4     | 2    |
| 2022          | Sverige U18   | U18-VM        | 6       | 4   | 8       | 12    | 0    |
| 2024          | Sverige J20   | JVM           | 7       | 1   | 5       | 6     | 2    |
| Junior totalt | Junior totalt | Junior totalt | 20      | 6   | 16      | 18    | 4    |